# Regimiento de Infantería Independiente 766 (Corea del Norte)
El Regimiento de Infantería Independiente 766 (del coreano: 제766독립보병연대) fue una unidad de infantería ligera del norcoreano Ejército Popular de Corea (EPC) que tuvo una corta existencia durante la guerra de Corea. Su base se encontraba en Hoeryong, Corea del Norte, y también era denominado Unidad 766 (del coreano: 766부대). Contaba con un vasto entrenamiento en técnicas de  guerra anfibia y guerra no convencional, el Regimiento 766 era considerado parte de las fuerzas especiales tipo comando. El regimiento había recibido entrenamiento para realizar asaltos por mar y luego liderar otras unidades norcoreanas en operaciones ofensivas, para infiltrase tras las líneas enemigas y atacar las líneas de suministro y comunicaciones del enemigo.
Creada en 1949, el regimiento se entrenó por más de un año antes de que comenzara la guerra el 25 de junio de 1950. Ese día, la mitad del regimiento lideró a las fuerzas norcorenas contra las tropas surcoreanas en un ataque por tierra y agua, logrando hacerlas retroceder al cabo de varios días de combate. Durante las seis semanas subsiguientes el regimiento avanzó lentamente por la península de Corea, siendo la punta de lanza del ejército de Corea del Norte. Afectado por falta de suministros y un número de bajas en ascenso, el regimiento fue asignado a participar en la  Batalla del Perímetro de Pusan como parte de una acción cuyo objetivo era expulsar a las fuerzas de las Naciones Unidas de Corea.
La última acción del regimiento fue en la Batalla de P'ohang-dong, peleando sin éxito para intentar quitarle a las tropas de las Naciones Unidas el control del pueblo de P'ohang-dong. Castigado por las fuerzas navales y aéreas de las Naciones Unidas y con grandes bajas producto de la lucha continua, el regimiento debió retirarse del campo de batalla de P'ohang-dong. Se desplazó hacia el norte, sumándose a otras unidades del EPC que estaban en la zona, antes de ser disuelto y su personal fue absorbido por otras unidades de la División No 12 del Ejército Popular de Corea.

## Organización
Tras su creación, la Unidad 766 se diseñó para variar en tamaño, y consistía en varias unidades más pequeñas capaces de actuar por sí solas. Finalmente, se reforzó al tamaño de un regimiento completo, con 3.000 hombres distribuidos equitativamente en seis batallones (numerados del 1 al 6). Se hizo directamente subordinado al cuartel general del Ejército Popular de Corea y se puso bajo el mando del Coronel Mayor Oh Jin Woo, quien estaría al mando de la unidad durante toda su existencia. Los 500 hombres del 3er Batallón se perdieron justo antes de que comenzara la guerra cuando su transporte fue hundido, mientras atacaba el puerto de Pusan, por la Armada de la República de Corea. Durante el resto de su existencia, el regimiento fue reducido por las pérdidas hasta que no contaba con más de 1.500 hombres y no podía reunir más de tres batallones.

## Historia

### Orígenes
Durante la planificación de la invasión de Corea del Sur en los años previos a la guerra, el liderazgo norcoreano comenzó a crear un gran número de unidades de comando y fuerzas especiales para enviar al sur. Estas unidades subvirtieron la autoridad de Corea del Sur antes y durante la guerra con campañas terroristas, sabotajes e induciendo rebeliones en las unidades militares de la República de Corea. Cientos de comandos fueron enviados a Corea del Sur de esta manera, y al final de la guerra hasta 3.000 de ellos habían sido entrenados y armados. Durante este tiempo, el liderazgo de Corea del Norte también ordenó la creación de grandes unidades convencionales para actuar como fuerzas de avanzada para la invasión real. La Unidad 766 se formó en abril de 1949 en la Tercera Academia Militar en Hoeryong, Corea del Norte. La academia fue diseñada especialmente para entrenar comandos, y la 766a fue diseñada originalmente para supervisar las unidades ranger de infantería ligera de Corea del Norte. Durante el año siguiente, la Unidad 766 recibió un entrenamiento extenso en guerra no convencional y guerra anfibia. Durante este tiempo, la unidad se amplió en tamaño a 3.000 hombres en seis batallones.
Antes del comienzo de la guerra en junio de 1950, el Regimiento 766º completó el entrenamiento y fue trasladado al frente en Yangyang para apoyar a la 5ª División del Ejército Popular de Corea. El plan de Corea del Norte era realizar desembarcos anfibios en Chongdongjin e Imwonjin en la costa este utilizando el Regimiento 766º, junto con la Unidad 549ª. Estos aterrizajes anfibios acosarían la retaguardia del Ejército de la República de Corea, proporcionando ataques de apoyo al ataque frontal planeado por el II Cuerpo del KPA directamente desde el norte. El 766º estaba en posición el 23 de junio y preparado para el ataque. La unidad se trasladó a los puertos de Wonsan y Kansong y se transportó en barcos.
Con los 3.000 hombres en el 766o, otros 3.000 en el 549o, y 11.000 hombres en 5ª División del Ejército Popular de Corea, los 17.000 soldados norcoreanos superaban en número a los 6.866 soldados de la 8º División del Ejército de la República de Corea en una proporción de 3 a 1. Se esperaba que la combinación del ataque frontal y los aterrizajes aplastara a la división de la República de Corea y evitara que los refuerzos avanzaran para apoyarla.
El regimiento se dividió en tres grupos para el ataque. Tres batallones actuaron como punta de lanza de la 5ª División en tierra, mientras que dos batallones más realizaron los desembarcos en Imwonjin. Esta fuerza de 2.500 hombres se reunió nuevamente y luego condujo a las unidades norcoreanas al sur. Mientras tanto, el 3.er Batallón, fue separado del 766.º Regimiento y enviado en una misión para infiltrarse en Pusan. Junto con apoyo adicional, formó la Unidad 588 de 600 hombres. La Unidad 588 tenía la tarea de asaltar el puerto de Pusan, destruyendo instalaciones vitales para que fuera imposible que las fuerzas de la ONU desembarcaran tropas allí. Sin embargo, el transporte de tropas que transportaba a la Unidad 588 fue descubierto y hundido por barcos de las Naciones Unidas en las afueras del puerto de Pusan la mañana del 25 de junio, destruyendo el 3er Batallón.

### Inicio de la guerra
Alrededor de las 04:00 del 25 de junio de 1950 la 5ª División del Ejército Popular de Corea inició sus primeros ataques contra las posiciones de avanzada del 10º Regimiento de la República de Corea. Tres horas más tarde, los dos batallones del Regimiento 766.º desembarcaron en la aldea de Imwonjin, utilizando botes de motor y vela para desembarcar tropas y reuniendo a los aldeanos surcoreanos para ayudar a colocar suministros. Los dos batallones se separaron; uno se dirigió a las montes Taebaek y el segundo avanzó hacia el norte hacia Samcheok. En este punto, la 8.ª División del Ejército de la República de Corea, bajo un fuerte ataque desde el frente y consciente de los ataques en la retaguardia, solicitó refuerzos con urgencia. Se le negaron estos refuerzos, ya que los comandantes superiores surcoreanos informaron al comandante de la división que el Ejército de la República de Corea estaba bajo un fuerte ataque en la totalidad del paralelo 38 y no tenía refuerzos.
El 21º Regimiento de la República de Corea, la unidad de la 8ª División más al sur, se movió para contrarrestar el ataque anfibio. El 1er Batallón del regimiento se trasladó de Bukp'yong al área de Okgye y emboscó a los elementos avanzados del 766º junto con la policía local y las fuerzas de la milicia. Pudieron hacer retroceder el avance del norte del 766º Regimiento. Sin embargo, al menos uno de los batallones del 766º Regimiento se concentraron en Bamjae, bloqueando una de las principales rutas de suministro de la 8ª División. Las tropas de la República de Corea reunieron una milicia civil para ayudar a combatir a los norcoreanos, lo que fue solo moderadamente efectivo. La asediada 8.ª División de la República de Corea se vio obligada a retirarse bajo abrumadores ataques y fallas en las comunicaciones el 27 de julio. Con la retirada de la 6.ª División de la República de Corea, todo el flanco este surcoreano se vio obligado a retroceder. El 766º Regimiento había logrado establecer una cabeza de puente e interrumpir las comunicaciones en el ataque inicial.

### Avance

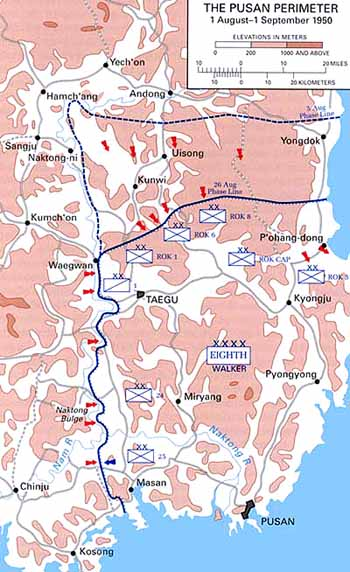
Mapa táctico del Perímetro de Pusan en agosto de 1950 mostrando el avance norcoreano

Con el ejército surcoreano en retirada, el 766º Regimiento, la 549ª Unidad y las 5ª Divisiones del KPA avanzaron firmemente hacia el sur a lo largo de las carreteras del este sin encontrar mucha resistencia. En todo el frente, el ejército norcoreano había derrotado con éxito a los surcoreanos y los estaba empujando hacia el sur. El 766º Regimiento actuó como una fuerza de avanzada, intentando infiltrarse más hacia el interior mientras se movía a través de la región montañosa del este del país. El terreno accidentado de las regiones orientales de Corea, el equipo de comunicaciones deficiente y las líneas de reabastecimiento poco fiables frustraron la resistencia surcoreana. Los norcoreanos utilizaron esto a su favor para avanzar, pero ellos mismos empezaron a experimentar los mismos problemas.
La 5.a División y las otras dos unidades comenzaron a avanzar hacia el sur lenta y cautelosamente, enviando fuertes grupos de reconocimiento a las montañas para asegurarse de que no fueran amenazados por la retaguardia. Sin embargo, este avance más cauteloso comenzó a dar a los surcoreanos un tiempo valioso para construir más al sur. Para el 28 de junio, el 766 se había infiltrado en los montes Taebaek desde Uljin y se estaba moviendo hacia Ilwolsan, Yongyang y Cheongsong-gun para bloquear las comunicaciones entre Daegu y Busan, donde las fuerzas del ejército de los Estados Unidos estaban aterrizando en un intento de apoyar al colapsado Ejército de la República de Corea.
El 23º Regimiento de la 3ª División de la República de Corea se movió para bloquear el avance de las tres unidades en Uljin. Las fuerzas surcoreanas organizaron una serie de acciones dilatorias contra la principal fuerza norcoreana, que estaba significativamente dispersa por toda la región montañosa y no pudo reunir su abrumadora fuerza. Posteriormente, el regimiento de la República de Corea pudo detener el avance de Corea del Norte hasta el 5 de julio. El 10 de julio, el 766 se separó de la 5ª División y se reunió con un grupo de avanzada de civiles norcoreanos en Uljin que habían sido enviados a establecer un gobierno en la zona. Desde aquí, el Regimiento 766 se dispersó en pequeños grupos hacia las montañas. El 13 de julio llegó a Pyonghae-ri, a 40 kilómetros al norte de Yeongdeok-gun.
Durante la semana siguiente, el Regimiento 766.º y la 5.ª División del EPC continuaron avanzando lentamente hacia el sur mientras se encontraban con la creciente resistencia de Corea del Sur. El apoyo aéreo de las Naciones Unidas comenzó a aumentar, lo que ralentizó aún más el avance. La fuerza continuó ocupando el flanco oriental, y el 24 de julio avanzaba desde la región de Chongsong-Andong y se acercaba a Pohang. En su flanco estaba la 12.ª División del Ejército Popular de Corea. El progreso se detuvo cuando los bombardeos aéreos y navales de la ONU dificultaron el movimiento. Al mismo tiempo, las líneas de suministro de las unidades norcoreanas se estiraron y comenzaron a romperse, lo que las obligó a reclutar a civiles surcoreanos para transportar suministros.

### Resistencia
El 17 de julio, la 5ª División del Ejército Popular de Corea entró en Yongdok, tomando la ciudad sin mucha resistencia antes de que los feroces ataques aéreos de la ONU causaran grandes pérdidas a la división. Aun así, pudo rodear a la 3ª División surcoreana en la ciudad. A estas alturas, la 5.ª División y el Regimiento 766.º se habían reducido a una fuerza combinada de 7.500 hombres frente a los 6.469 de la 3.ª División surcoreana. El 766 reunió su fuerza de nuevo para ayudar a la 5ª División a rodear y sitiar a la 3ª División de la República de Corea, que estaba atrapada en la ciudad. Mientras tanto, la 3.ª División recibió la orden de permanecer en la ciudad para retrasar a los norcoreanos el mayor tiempo posible. Finalmente fue evacuado por mar después de retrasar a las fuerzas norcoreanas durante un tiempo considerable. El accidentado terreno de las montañas impidió que las fuerzas norcoreanas realizaran las maniobras envolventes que habían utilizado con tanta eficacia contra otras tropas, y sus ventajas en número y equipamiento se habían negado en la lucha.
Para el 28 de julio, la división todavía estaba involucrada en esta lucha y la Unidad 766 la esquivó y se movió hacia Chinbo en el flanco izquierdo de la ciudad. Sin embargo, el 766 había sufrido reveses significativos en Yongdok, con pérdidas sustanciales debido al fuego de artillería naval estadounidense y británica. Una vez que llegó a la zona, se encontró con una mayor resistencia de la policía y milicias surcoreanas que operaban en vehículos blindados. Con apoyo aéreo, ofrecieron la mayor resistencia a la que se había enfrentado la unidad hasta el momento. Con el apoyo de sólo uno de los regimientos de la 5ª División, la 766 no pudo mantener su avance y tuvo que retroceder antes del 29 de julio. El movimiento de la División de la Capital de la República de Corea impidió que el 766º Regimiento se infiltrara más en las montañas. La caballería y la policía civil de la República de Corea comenzaron entonces contraofensivas aisladas contra el 766º. Estas fuerzas incluían unidades especiales de contraguerrilla que atacaban al Regimiento 766 y contrarrestaban sus tácticas. Las tropas surcoreanas detuvieron el avance de los norcoreanos nuevamente a finales de mes gracias al aumento de refuerzos y apoyo más cerca de la red logística del Perímetro de Pusan.
El 5 de agosto, la 12.ª División del Ejército Popular de Corea hizo retroceder a la División de la Capital de la República de Corea en el área de Ch'ongsong-Kigye y se unió a elementos del Regimiento 766 que se habían infiltrado en el área de Pohyunsan. Sin oposición, comenzaron a prepararse para atacar P'ohang para asegurar la entrada al Perímetro de Pusan recién establecido por la ONU. Se ordenó al regimiento que comenzara un ataque en coordinación con la 5ª División del Ejército Popular de Corea. El Ejército Popular de Corea planeó ofensivas simultáneas en todo el perímetro, incluida una maniobra de flanqueo del Regimiento 766ª y la 5ª División para envolver a las tropas de la ONU y empujarlas de regreso a Pusan. El 766 no fue reforzado; los planificadores norcoreanos pretendían que se moviera sin ser visto alrededor de las líneas de la ONU mientras que la mayoría de las tropas de la ONU y de Corea del Norte estaban enfrascadas en la lucha alrededor de Taegu y Naktong.
Para entonces, sin embargo, la logística de Corea del Norte se había estirado al límite y el reabastecimiento se volvió cada vez más difícil. A principios de agosto, las unidades norcoreanas que operaban en el área recibían poco o ningún suministro de alimentos y municiones, sino que dependían de las armas capturadas de la ONU y buscaban lo que pudieran encontrar. También estaban agotados después de más de un mes de avance, aunque la moral se mantuvo alta entre las tropas del Regimiento 766. El Regimiento 766º se especializó en asaltar las líneas de suministro de la ONU, y efectivamente organizó pequeños ataques disruptivos contra objetivos de la ONU para equiparse.

### Disolución
Al amanecer del 11 de agosto, un batallón de 300 hombres del Regimiento 766º entró en la aldea de P'ohang, creando un estado de alarma entre su población. La aldea solo estaba protegida por una pequeña fuerza de personal de la Armada, la Fuerza Aérea y el Ejército de Corea del Sur que comprendía la retaguardia de la 3.ª División surcoreana. Las fuerzas de Corea del Sur se enfrentaron a las tropas del Regimiento 766 alrededor de la escuela secundaria de la aldea con armas de fuego ligeras hasta el mediodía. En ese momento, vehículos blindados norcoreanos entraron para reforzar a las tropas del 766 y expulsaron a los surcoreanos de la aldea.
El pueblo era de importancia estratégica porque era una de las pocas rutas directas a través de las montañas y hacia la llanura de Gyeongsang. También llevaba directamente a las rutas terrestres utilizadas por la ONU para reforzar Taegu. Al enterarse de la caída de P'ohang, el comandante del Octavo Ejército de los Estados Unidos de la ONU, el teniente general Walton Walker, ordenó inmediatamente el bombardeo naval y aéreo de la aldea. También ordenó a las fuerzas de Corea del Sur y Estados Unidos que aseguraran las regiones alrededor de la aldea para evitar un mayor avance de las tropas de Corea del Norte. A las pocas horas, la aldea estaba siendo atacada por la artillería, lo que obligó a la fuerza de avanzada del Regimiento a retroceder. Las fuerzas del 766º se congregaron y lucharon en las colinas alrededor de la aldea. Se unieron a elementos de la 5ª División del Ejército Popular de Corea y no entraron en P'ohang hasta la noche.
Las fuerzas de la ONU respondieron a la amenaza con un número abrumador. Una gran fuerza de tropas surcoreanas, designada Fuerza de Tarea P'ohang, fue concentrada y enviada a P'ohang-dong para enfrentarse al Regimiento 766º y la 5ª División. Las tropas surcoreanas atacaron hacia An'gang-ni al este, lo que obligó a la 12.ª División del Ejército Popular de Corea a retirarse por completo. Amenazados con un cerco, la 5ª División y el Regimiento 766º del Ejército Popular de Corea recibieron la orden de retirarse por completo el 17 de agosto. Para entonces, el 766º se había reducido a 1.500 hombres, la mitad de su fuerza original.
Agotado y sin suministros, el 766º Regimiento se trasladó a Pihak-san, una montaña a 9,7 km al norte de Kigye, para unirse a la destrozada 12.ª División del Ejército Popular de Corea. La 12.ª División se redujo a 1.500 hombres en la lucha, y se trajeron 2.000 reemplazos del ejército y reclutas de Corea del Sur para reponer la división. También se ordenó al 766.º Regimiento que fusionara sus tropas restantes en la empobrecida 12.ª División del EPC. Tras la finalización de la fusión con la 12.ª División el 19 de agosto de 1950, el Regimiento 766º dejó de existir. Se había entrenado durante cerca de 14 meses antes de la guerra, pero luchó durante menos de dos meses.